# Yibbi Jansen
Yibbi Jansen (18 november 1999) is een Nederlands hockeyspeelster. Ze begon met hockey op 7-jarige leeftijd bij HC Den Bosch en doorliep alle jeugdelftallen. Op 15-jarige leeftijd debuteerde ze in het eerste van Den Bosch en werd in haar eerste volledige seizoen (2015/16) landskampioen. Ze maakte vervolgens de overstap naar de nieuwe Eindhovense fusieclub HC Oranje Rood. Sinds 2019 komt ze uit voor SCHC.
Jansen debuteerde voor de Nederlandse hockeyploeg in een oefeninterland tegen de Verenigde Staten op 28 januari 2018. In datzelfde jaar speelde ze haar eerste internationale toernooi tijdens de laatste editie van de Champions Trophy in Changzhou, China. Met Nederland werd zij olympisch kampioen in 2024.
Het aanleggen voor de strafcorner is een specialiteit van de verdedigende middenvelder Jansen. Jansen werd door de FIH uitgeroepen tot beste speelster van het jaar 2024.
Jansen is een dochter van voormalig hockeydoelman en international Ronald Jansen.

## Erelijst
| Competitie                    |           |                                            |
| Competitie                    | Plek      | Jaren                                      |
| Nederland                     | Nederland | Nederland                                  |
| ----------------------------- | --------- | ------------------------------------------ |
| Hockey Pro League             | Goud      | 2019, 2022/2023, 2023/2024                 |
| Hockey Pro League             | Zilver    | 2021/2022                                  |
| Wereldkampioenschap hockey    | Goud      | 2022                                       |
| Europees kampioenschap hockey | Goud      | 2023, 2025                                 |
| Olympische Zomerspelen        | Goud      | 2024                                       |
| HC Den Bosch                  |           |                                            |
| Hoofdklasse                   | Goud      | 2015/2016                                  |
| Oranje-Rood                   |           |                                            |
| KNHB Gold Cup                 | Goud      | 2018/2019                                  |
| SCHC                          |           |                                            |
| Hoofdklasse                   | Zilver    | 2021/2022, 2022/2023, 2023/2024, 2024/2025 |
| KNHB Gold Cup                 | Goud      | 2022/2023, 2023/2024                       |
| KNHB Gold Cup                 | Zilver    | 2021/2022                                  |
| Odisha Warriors               |           |                                            |
| Hockey India League           | Goud      | 2024/2025                                  |

Felice Albers ·  
Joosje Burg  ·  
Pien Dicke ·  
Luna Fokke ·  
Yibbi Jansen ·  
Marleen Jochems ·  
Sanne Koolen ·  
Renée van Laarhoven ·  
Frédérique Matla ·  
Freeke Moes ·  
Laura Nunnink ·  
Lisa Post ·  
Pien Sanders ·  
Marijn Veen ·  
Anne Veenendaal (K) ·  
Maria Verschoor ·  
Xan de Waard  ·  
Coach: Paul van Ass